# Coppa Italia Primavera 1994-1995
La Coppa Italia Primavera 1994-1995 è stata la ventitreesima edizione del torneo riservato alle squadre giovanili iscritte al Campionato Primavera. Il detentore del trofeo era la Roma.
La vittoria finale è andata alla Juventus per la prima volta nella sua storia.

## Primo turno
| Squadra 1        | Totale          | Squadra 2   | Andata     | Ritorno    |
| ---------------- | --------------- | ----------- | ---------- | ---------- |
| PRIMO TURNO      | PRIMO TURNO     | PRIMO TURNO | 11.09.1994 | 18.09.1994 |
| Torino           | 3 - 1           | Forlì       | 2 - 1      | 1 - 0      |
| Genoa            | 3 - 2           | Monza       | 3 - 0      | 0 - 2      |
| Sampdoria        | 5 - 1           | Ravenna     | 0 - 0      | 5 - 1      |
| L.R. Vicenza     | 2 - 5           | Juventus    | 1 - 3      | 1 - 2      |
| Piacenza         | 1 - 1 gfc       | Como        | 0 - 0      | 1 - 1      |
| Reggiana         | 3 - 1           | Pavia       | 2 - 0      | 1 - 1      |
| Cesena           | 1 - 1 gfc       | Verona      | 0 - 0      | 1 - 1      |
| Spezia           | 1 - 1 (2-1 dcr) | Padova      | 1 - 0      | 0 - 1      |
| Parma            | 3 - 3 gfc       | Udinese     | 3 - 1      | 0 - 2      |
| Cremonese        | 7 - 1           | Pistoiese   | 5 - 1      | 2 - 0      |
| Fiorentina       | 9 - 3           | Pro Sesto   | 5 - 2      | 4 - 1      |
| Lucchese         | 3 - 5           | Atalanta    | 2 - 1      | 1 - 4      |
| Empoli           | 5 - 1           | Brescia     | 2 - 0      | 3 - 1      |
| Perugia          | 4 - 4 gfc       | Milan       | 3 - 2      | 1 - 2      |
| Castel di Sangro | 0 - 6           | Inter       | 0 - 3      | 0 - 3      |
| Chievo           | 3 - 3 gfc       | Ancona      | 2 - 2      | 1 - 1      |
| Ascoli           | 5 - 1           | Venezia     | 3 - 0      | 2 - 1      |
| Cagliari         | 1 - 5           | Bologna     | 1 - 1      | 0 - 4      |
| Napoli           | 1 - 8           | Lazio       | 0 - 6      | 1 - 2      |
| Pro Vasto        | 0 - 5           | Roma        | 0 - 3      | 0 - 2      |
| Bari             | 2 - 0           | Avellino    | 1 - 0      | 1 - 0      |
| Fidelis Andria   | 3 - 2           | Ischia      | 2 - 1      | 1 - 1      |
| Cosenza          | 4 - 4 gfc       | Lecce       | 3 - 2      | 1 - 2      |
| Reggina          | 1 - 3           | Foggia      | 1 - 0      | 0 - 3      |
| Palermo          | 2 - 1           | Pescara     | 1 - 0      | 1 - 1      |
| Acireale         | 2 - 3           | Salernitana | 2 - 1      | 0 - 2      |

- Cesena, Chievo, Como, Cosenza, Parma e Perugia ripescate ai sedicesimi di finale per i migliori risultati conseguiti.

## Sedicesimi di finale
| Squadra 1      | Totale          | Squadra 2  | Andata     | Ritorno    |
| -------------- | --------------- | ---------- | ---------- | ---------- |
| SEDICESIMI     | SEDICESIMI      | SEDICESIMI | 28.09.1994 | 11.10.1994 |
| Como           | 1 - 2           | Torino     | 1 - 1      | 0 - 1      |
| Juventus       | 3 - 2           | Udinese    | 2 - 1      | 1 - 1      |
| Sampdoria      | 3 - 8           | Milan      | 0 - 5      | 3 - 3      |
| Spezia         | 1 - 1 gfc       | Cremonese  | 0 - 0      | 1 - 1      |
| Atalanta       | 4 - 1           | Parma      | 1 - 0      | 3 - 1      |
| Verona         | 6 - 1           | Empoli     | 1 - 1      | 5 - 0      |
| Bologna        | 0 - 3           | Genoa      | 0 - 1      | 0 - 2      |
| Reggiana       | 1 - 4           | Perugia    | 0 - 2      | 1 - 2      |
| Fiorentina     | 0 - 0 (2-3 dcr) | Chievo     | 0 - 0      | 0 - 0      |
| Ancona         | 1 - 3           | Inter      | 0 - 1      | 1 - 2      |
| Ascoli         | 1 - 3           | Piacenza   | 0 - 1      | 1 - 2      |
| Cesena         | 4 - 1           | Roma       | 3 - 0      | 1 - 1      |
| Lazio          | 0 - 8           | Palermo    | 0 - 5      | 0 - 3      |
| Foggia         | 2 - 2 gfc       | Bari       | 2 - 1      | 0 - 1      |
| Salernitana    | 1 - 3           | Lecce      | 0 - 1      | 1 - 2      |
| Fidelis Andria | 3 - 3 (8-9 dcr) | Cosenza    | 1 - 2      | 2 - 1      |

## Ottavi di finale
| Squadra 1 | Totale          | Squadra 2 | Andata     | Ritorno    |
| --------- | --------------- | --------- | ---------- | ---------- |
| OTTAVI    | OTTAVI          | OTTAVI    | 26.10.1994 | 09.11.1994 |
| Juventus  | 1 - 1(4-1 dcr)  | Inter     | 0 - 1      | 1 - 0      |
| Torino    | 2 - 3           | Piacenza  | 1 - 2      | 1 - 1      |
| Chievo    | 1 - 7           | Atalanta  | 0 - 1      | 1 - 6      |
| Verona    | 1 - 1 (3-4 dcr) | Genoa     | 1 - 0      | 0 - 1      |
| Cesena    | 2 - 6           | Milan     | 1 - 2      | 1 - 4      |
| Perugia   | 3 - 2           | Spezia    | 2 - 1      | 1 - 1      |
| Bari      | 1 - 1 gfc       | Lecce     | 0 - 0      | 1 - 1      |
| Cosenza   | 1 - 3           | Palermo   | 1 - 1      | 0 - 2      |

## Quarti di finale
| Squadra 1 | Totale | Squadra 2 | Andata     | Ritorno    |
| --------- | ------ | --------- | ---------- | ---------- |
| QUARTI    | QUARTI | QUARTI    | 30.11.1994 | 14.12.1994 |
| Atalanta  | 8 - 0  | Genoa     | 4 - 0      | 4 - 0      |
| Milan     | 6 - 1  | Piacenza  | 5 - 1      | 1 - 0      |
| Perugia   | 1 - 2  | Juventus  | 1 - 1      | 0 - 1      |
| Bari      | 2 - 1  | Palermo   | 1 - 1      | 1 - 0      |

## Semifinali
| Squadra 1  | Totale     | Squadra 2  | Andata     | Ritorno    |
| ---------- | ---------- | ---------- | ---------- | ---------- |
| SEMIFINALI | SEMIFINALI | SEMIFINALI | 01.02.1995 | 08.03.1995 |
| Atalanta   | 1 - 2      | Juventus   | 0 - 0      | 1 - 2      |
| Milan      | 0 - 1      | Bari       | 0 - 0      | 0 - 1      |

## Finale
| Squadra 1 | Totale | Squadra 2 | Andata     | Ritorno    |
| --------- | ------ | --------- | ---------- | ---------- |
| FINALE    | FINALE | FINALE    | 22.03.1995 | 05.04.1995 |
| Juventus  | 2 - 0  | Bari      | 1 - 0      | 1 - 0      |

| Arbitro: | Dondarini (Bologna) |

| |            | |
| Fantini 66’ (rig.)                                                                                               | Marcatori  | |
| Visentin Pianu Morelli Pecorari (87' Bufarceci) Tognon Baccin Trotta Loria Fantini (85' Martini) Consonni Rocchi | Formazioni | Fanelli Napolitano Guerra Degioiosa (71' Miano) Brioschi Orrico Legrottaglie Bellavista Ventola (73' Cafagno) Cau Caimano |
| Cuccureddu | Allenatori | Sciannimanico |

| Arbitro: | Pozzi (Como) |

| |            | |
| | Marcatori  | 81’ Fantini |
| Fanelli Napolitano Brioschi Bellavista Guerra (72' Saia) Orrico Legrottaglie Caimano (72' Tenzone) Miano Cau Ventola | Formazioni | Squizzi Ferrari Morelli Pecorari Tognon Baccin Trotta Martini Fantini Grabbi (86' Toscana) Consonni (72' Bufardeci) |
| Sciannimanico | Allenatori | Cuccureddu |